# Dubiaranea usitata
Dubiaranea usitata là một loài nhện trong họ Linyphiidae. Loài này được phát hiện ở Colombia.